# Не дыши
«Не дыши» (англ. Don't Breathe) — американский триллер с элементами хоррора режиссёра Феде Альвареса. Главные роли исполнили Джейн Леви, Дилан Миннетт и Стивен Лэнг.
Премьера фильма в США состоялась на фестивале South by Southwest 12 марта 2016 года, в кинотеатрах — 26 августа. В России премьера состоялась 25 августа 2016 года.
В 2017 году картина стала лауреатом премии «Сатурн» за «Лучший фильм ужасов».

## Сюжет
Живущая в Детройте молодая девушка Рокки вместе со своими друзьями Алексом и Мани зарабатывает себе на жизнь кражами со взломом. Рокки делает это исключительно ради того, чтобы поднакопить денег и сбежать в Калифорнию со своей младшей сестрой Дидди от их матери и её бойфренда-алкоголика.
Мани сообщает Рокки и Алексу, что у старика, который живёт в заброшенном районе Детройта, есть 300 тысяч долларов наличными. Эти деньги были выплачены ему Синди Робертс после того, как по её вине погибла его дочь. Молодые грабители следят за домом и узнают, что это ветеран войны в Персидском заливе Норман Нордстром, и он слеп.
Ночью все трое подходят к дому, где также находится ротвейлер Нормана, и находят способ проникнуть внутрь. Мани идёт наверх и усыпляет спящего Нормана. Позже группа обыскивает дом в поисках денег, но не может их найти. Мани, увидев запертую дверь, предполагает, что там находятся деньги и стреляет в замок. Шум будит Нордстрома, который спускается вниз. В схватке с Нордстромом гибнет Мани. Рокки, спрятавшаяся в шкафу, видит, как Норман открывает сейф и проверяет наличие денег. Когда он уходит, Рокки открывает сейф и  крадёт оттуда деньги. Нордстром находит ботинки оставшихся преступников и понимает, что Мани был не один.
Рокки и Алекс бродят по дому и спускаются в подвал. Там они обнаруживают беременную женщину с заклеенным ртом. Они понимают, что это Синди Робертс. Рокки и Алекс освобождают её и открывают дверь подвала, которая ведёт на улицу. Но там оказывается Норман, который производит три выстрела, один из которых убивает Синди. Он плачет над её мёртвым телом. Рокки и Алекс бегут обратно в подвал, Норман выключает свет, но Алексу удаётся его оглушить.
Ребята бегут наверх, но сталкиваются с ротвейлером. Они бегут в спальню, но оказывается, что она зарешечена. Рокки выбегает из комнаты через вентиляцию, а на Алекса нападает собака, отчего он падает на крышу. Парень находится без сознания, а когда он приходит в себя, то видит Нормана, который стреляет в крышу, отчего Алекс проваливается в подсобку. В процессе борьбы Норман ранит Алекса садовыми ножницами. В это же время ротвейлер преследует Рокки в вентиляционном отверстии. Позже она попадает в плен к Нордстрому.
Рокки просыпается в подвале и обнаруживает, что связана. Норман кладёт труп Синди в ящик, после чего заполняет его кислотой. Нордстром говорит о том, что Синди была беременна его ребёнком, и этот ребёнок должен был заменить его погибшую дочь. Он пытается оплодотворить Рокки с помощью спринцовки, чтобы она выносила ему нового ребёнка. Неожиданно на Нормана нападает Алекс, которого Нордстром не добил из-за своей слепоты. Алекс надевает на него наручники, и они с Рокки выбегают из подвала.
Ребята стоят у парадной двери, как вдруг Норман стреляет в Алекса, отчего тот погибает. Рокки выбегает на улицу и успевает спастись от настигающей её собаки, в машине. Девушке удаётся обмануть собаку, но её вновь ловит Нордстром. В доме Рокки удаётся включить сигнализацию, отчего Норман дезориентируется. Рокки наносит ему несколько ударов ломом, после чего он падает в подвал и случайно подстреливает себя. Полагая что он мёртв, Рокки выбегает из дома до прибытия полиции.
Перед отправкой в Лос-Анджелес, Рокки видит по телевизору репортаж и узнаёт о том, что Норман выжил. Однако, как становится понятно из репортажа, он выставил всё так, будто только Алекс и Мани проникли в его дом и он убил их в целях самообороны, а про Рокки и деньги умолчал. Рокки и Дидди садятся в поезд и уезжают.

## В ролях
- Джейн Леви — Рокки
- Дилан Миннетт — Алекс
- Стивен Лэнг — Норман Нордстром
- Дэниел Соватто — Мани
- Франциска Тёрёчик — Синди
- Эмма Берковичи — Дидди
- Кристиан Сахиа — Рауль
- Катя Бокор — Джинджер
- Сергей Онопко — Тревор

## Критика
В мировой кинопрессе фильм получил положительные отзывы. На сайте Rotten Tomatoes 88 % рецензий из 201 являются положительными, средний рейтинг фильма составляет 7,1 из 10.

## Награды и номинации
| Список наград и номинаций                 | Список наград и номинаций | Список наград и номинаций            | Список наград и номинаций | Список наград и номинаций | Список наград и номинаций |
| Кинопремия                                | Год                       | Категория                            | Номинанты                 | Результат                 |                           |
| ----------------------------------------- | ------------------------- | ------------------------------------ | ------------------------- | ------------------------- | ------------------------- |
| Golden Schmoes Awards                     | 2016                      | лучший фильм ужасов года             |                           | Победа                    |                           |
| Golden Schmoes Awards                     | 2016                      | самый большой сюрприз года           |                           | Номинация                 |                           |
| Phoenix Critics Circle                    | 2016                      | лучший фильм ужасов                  |                           | Номинация                 |                           |
| Las Vegas Film Critics Society Awards     | 2016                      | лучший хоррор или научная фантастика |                           | Номинация                 |                           |
| St. Louis Film Critics Association        | 2016                      | лучший хоррор или научная фантастика |                           | Номинация                 |                           |
| Broadcast Film Critics Association Awards | 2016                      | лучшая научная фантастика или хоррор |                           | Номинация                 |                           |
| BloodGuts UK Horror Awards                | 2016                      | лучший актёр                         | Стивен Лэнг               | Номинация                 |                           |
| «Империя»                                 | 2017                      | лучший фильм ужасов                  |                           | Номинация                 |                           |
| iHorror Awards                            | 2017                      | лучший фильм ужасов                  |                           | Победа                    |                           |
| iHorror Awards                            | 2017                      | лучший режиссёр фильма ужасов        | Феде Альварес             | Номинация                 |                           |
| iHorror Awards                            | 2017                      | лучший актёр фильма ужасов           | Стивен Лэнг               | Номинация                 |                           |
| Seattle Film Critics Awards               | 2017                      | лучший злодей                        | Стивен Лэнг               | Номинация                 |                           |
| «Сатурн»                                  | 2017                      | лучший фильм ужасов                  |                           | Победа                    |                           |

## Продолжение
Сиквел первого фильма вышел в прокат 13 августа 2021 года.